# Ernstmayria venizelosi
Ernstmayria venizelosi är en spindeldjursart som beskrevs av Curcic, Dimitrijevic, Trichas, Tomic och Bozidar P.M. Curcic 2007. Ernstmayria venizelosi ingår i släktet Ernstmayria och familjen helplåtklokrypare. Inga underarter finns listade i Catalogue of Life.